# Im Park der Villa Borghese
Im Park der Villa Borghese ist der Titel eines Landschafts- und Genregemäldes von Oswald Achenbach. Es entstand 1886 in Düsseldorf. Als ein Hauptwerk der Düsseldorfer Malerschule ist es heute im Museum Kunstpalast ausgestellt.

## Beschreibung
Das 122 cm hohe und 151 cm breite Ölgemälde zeigt eine Partie im Park der Villa Borghese in Rom. Der linke Bildrand schneidet das Gebäude des Casino nobile an. In diesem Bau befindet sich die von Kardinal Scipione Caffarelli Borghese begründete Kunstsammlung, die neben dem umgebenden Park ein beliebtes touristisches Ziel der italienischen Hauptstadt darstellt. Das Bild zeigt als Figurenstaffage verschiedene Gruppen von Menschen aus der zweiten Hälfte des 19. Jahrhunderts, die sich als Touristen oder als einheimische Besucher dem Museum nähern oder in dessen Umgebung flanieren. Eine barocke Balustrade, in die steinerne Sitzbänke eingelassen sind, führt vom rechten Bildrand auf das Standbild einer antiken männlichen Figur, die ihren rechten Arm in den am Spätnachmittag allmählich aufziehenden Abendhimmel erhebt. Diese Balustrade trennt als diagonales Gestaltungselement den Vordergrund einer Wiesenfläche von dem Hintergrund einer dunklen, monumentalen Baumkulisse und führt das Auge des Betrachters perspektivisch auf den Fluchtpunkt am Bildhorizont, der rechts neben dem Casino nobile in der Tiefe der begrünten Hügellandschaft verschwimmt. Das warme Licht der untergehenden Sonne erfasst vor allem den im Bildzentrum gelegenen Teil der Balustrade, insbesondere zwei sommerlich gekleidete Kinder, die vor ihr im Gras mit einem Reifen spielen, während eine Gruppe von katholischen, in Soutanen gewandeten Geistlichen, die an einer im Schatten liegenden Sitzbank Platz genommen hat, in den Erdfarben ihrer Umgebung fast verschwindet. Durch farbige Akzente ihrer Volkstracht hebt sich eine junge römische Familie am unteren Bildrand ab. Im linken Teil des Bildzentrums sind verschiedene Figuren gruppiert, die durch ihre vornehme Kleidung als Angehörige des gehobenen Bürgertums erscheinen, möglicherweise Angehörige des Bildungsbürgertums, die sich zu einem Urlaub in der „Ewigen Stadt“ aufhalten. Bei den Personen, die sich auf dem Viale dell’Uccellieria in einem Landauer von livrierten Kutschern aus dem Gelände fahren lassen, könnte es sich um Großbürger oder um Adelige handeln.

## Entstehung, Bedeutung und Provenienz

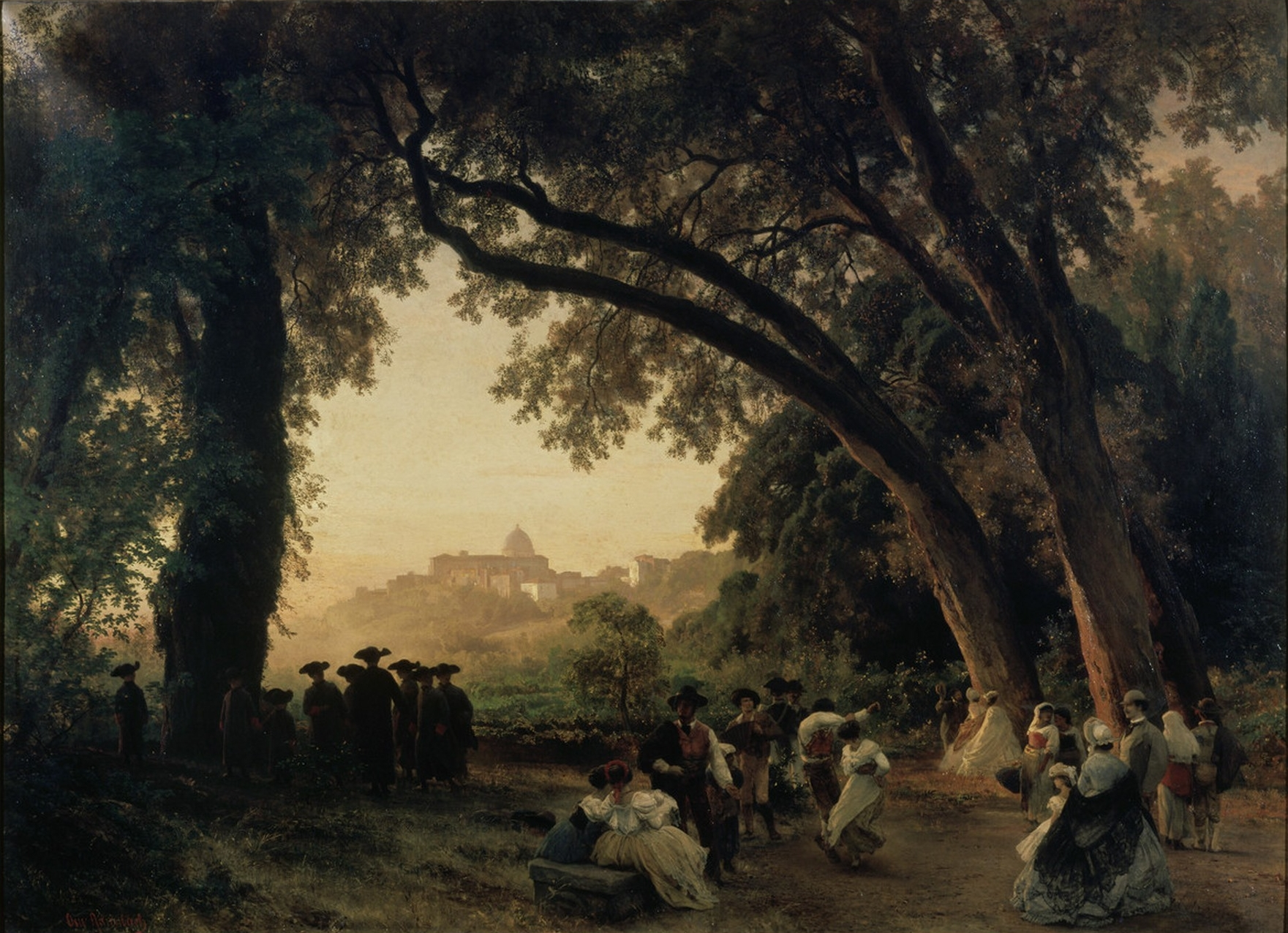
Saltarellotanz mit Blick auf Castel Gandolfo, zwischen 1860 und 1865, Wallraf-Richartz-Museum & Fondation Corboud

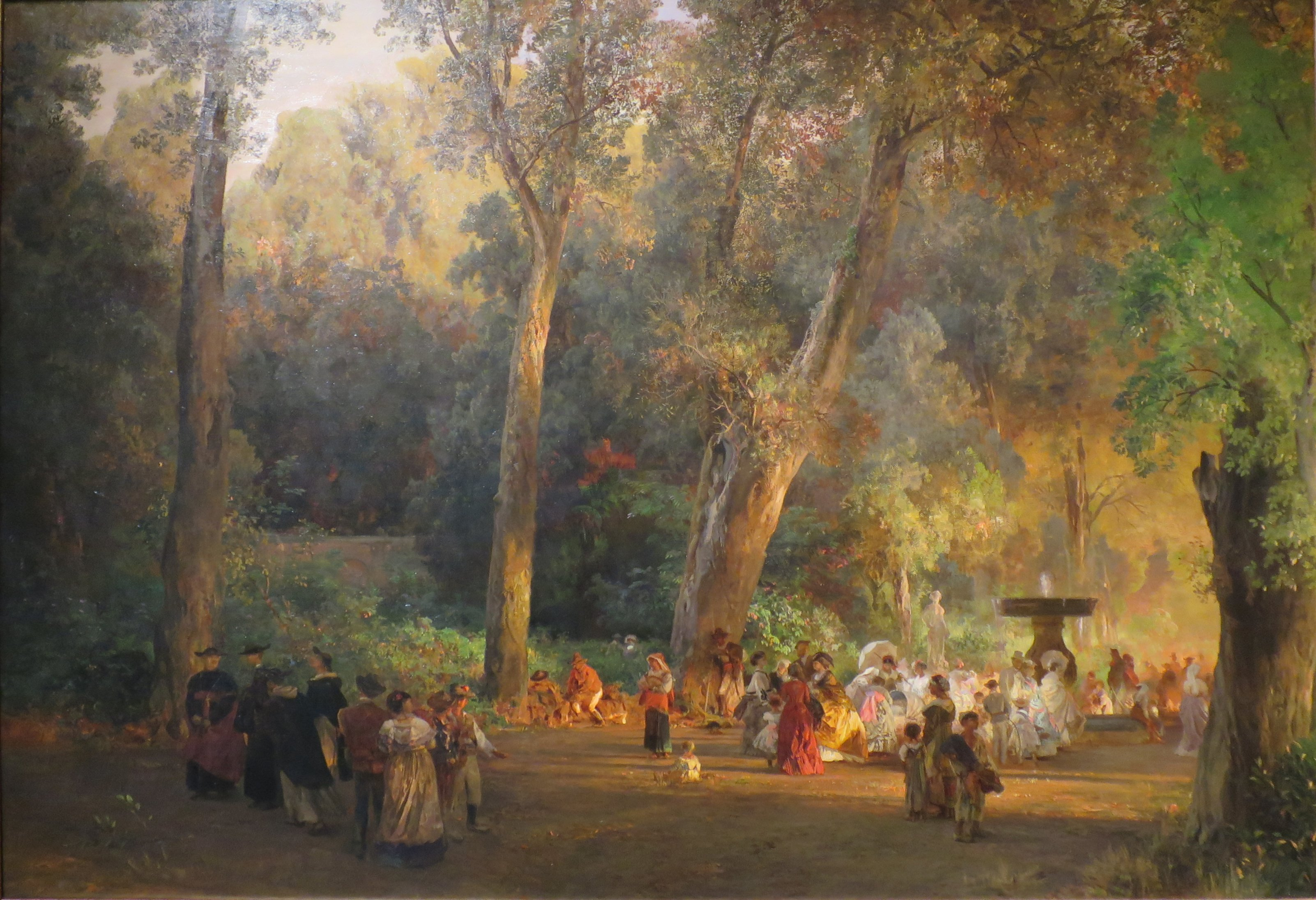
Im Park der Villa Torlonia, zwischen 1878 und 1880, Puschkin-Museum

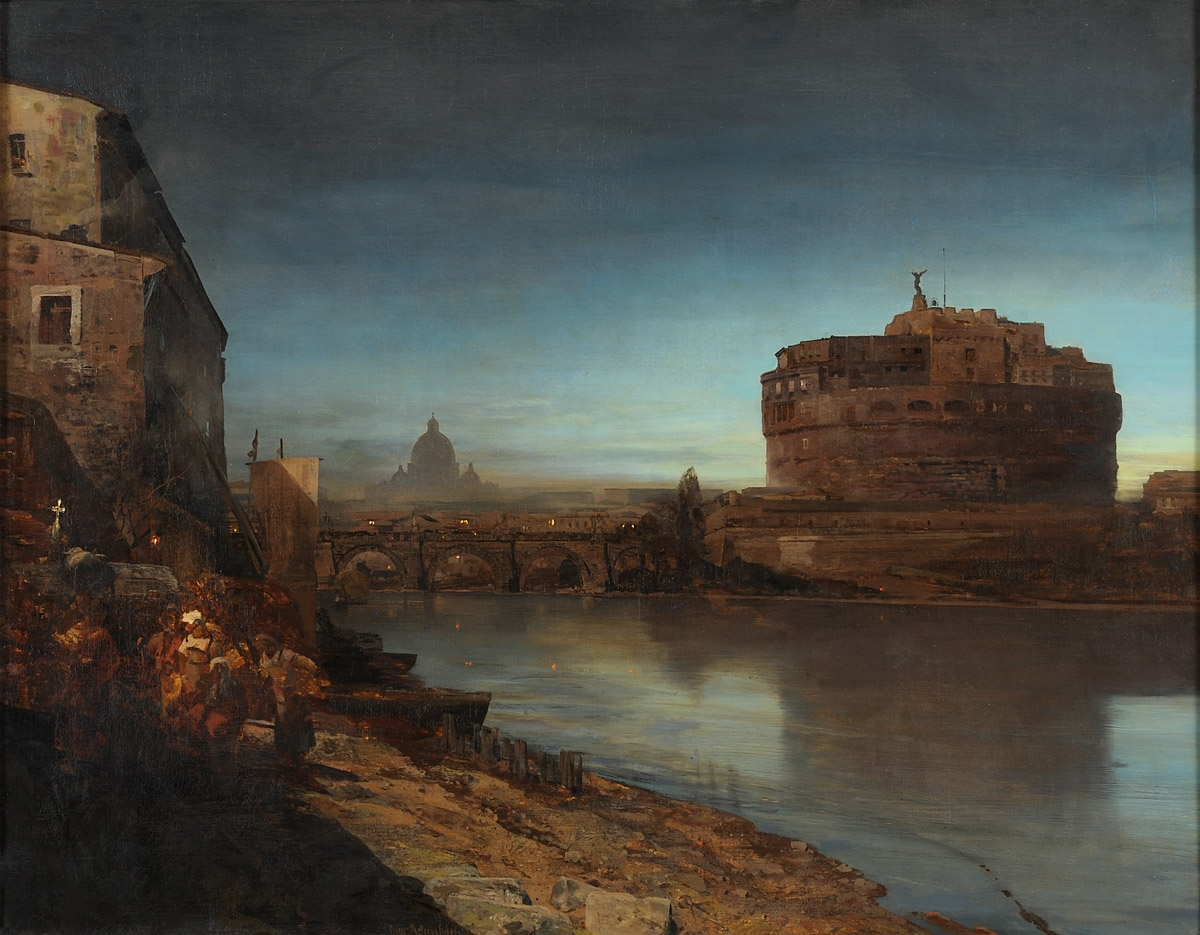
Tiber mit Engelsburg, 1882, Privatbesitz

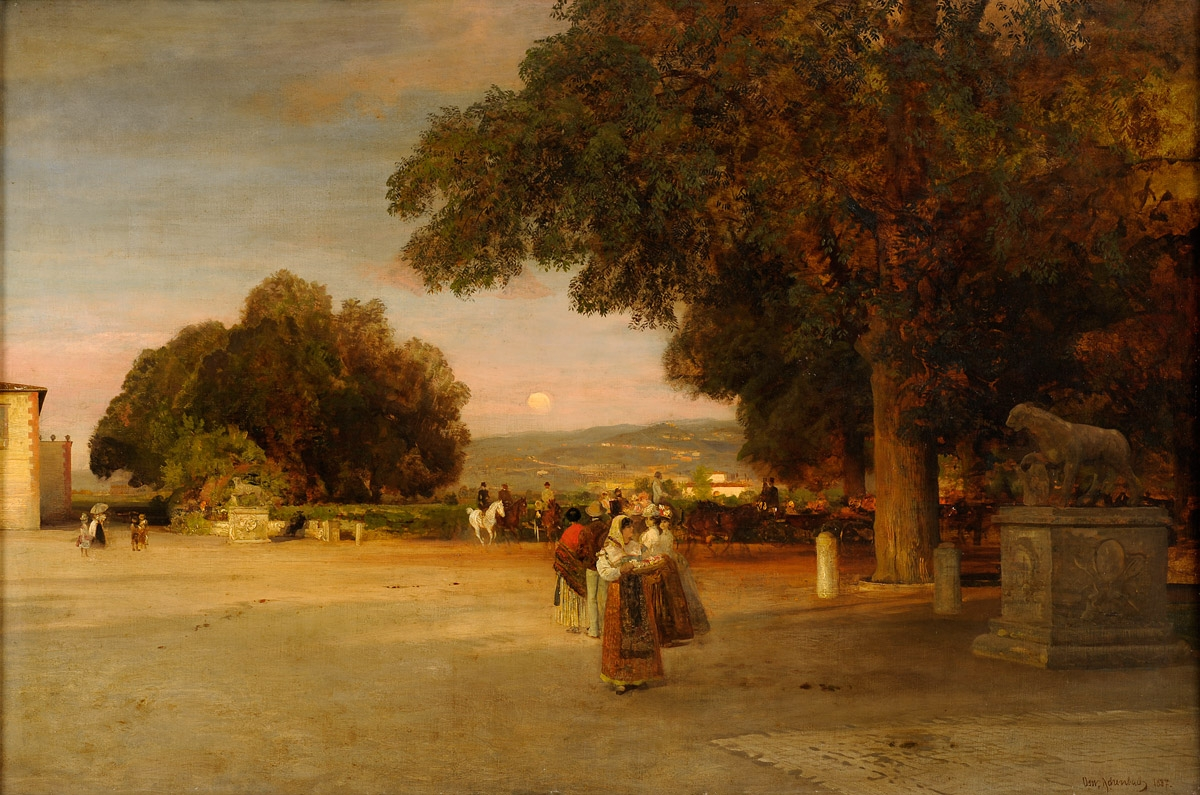
Reges Treiben im Park, 1887, Privatbesitz

Auf seiner sechsten und letzten Italienreise, die im Jahr 1882 stattfand, hatte Oswald Achenbach, von 1863 bis 1872 Professor für Landschaftsmalerei an der Kunstakademie Düsseldorf, seither freischaffender, in Düsseldorf lebender Landschaftsmaler, auch die Villa Borghese besucht. Zu seinen bevorzugten Motiven gehörten seit geraumer Zeit die öffentlichen Räume vor berühmten Monumenten, Stadtansichten und Landschaften Italiens sowie die sich dort bewegenden Menschen.
Auf verschiedenen Skizzen, von denen das Museum Kunstpalast im Jahr 2006 eine Ölskizze erwerben konnte, hielt der Maler vor Ort seine Eindrücke als Momentaufnahmen fest. In seinem Düsseldorfer Atelier vereinte er sie in einem 1886 fertiggestellten Gemälde zu einer durchdachten Komposition. Dass er das Gebäude des Casino nobile und einige Figuren nicht vollständig abbildete, sondern sie wie in der Schnappschussfotografie anschnitt, zeigt dabei eine grundsätzlich neue künstlerische Haltung bei der Auswahl des Bildausschnitts und der Bildkomposition, die von dem Aufkommen der Fotografie im 19. Jahrhundert beeinflusst ist und dazu dient, die Flüchtigkeit des dargestellten Augenblicks zu betonen. Wie auch andere Italienbilder Achenbachs zeigt dieses Gemälde einen bühnenhaften Aufbau, in dem es nicht auf die präzise Wiedergabe von Architekturen und Personen ankommt, sondern auf die Darstellung einer Typologie von Menschen, ihrer Sitten und Gewohnheiten sowie einer bestimmten Atmosphäre und Stimmung in einer Landschaft oder Stadtlandschaft. Letzteres erreichte er durch die Betonung der Lichtstimmung, hier des Abendlichts in seinem Wechselspiel aus Licht und Schatten, durch eine offene Malfraktur und durch die scheinbare Beliebigkeit des Motivs, die Achenbachs Auseinandersetzung mit dem Impressionismus erkennen lassen (Kathrin DuBois).
Das Bild wurde kurz nach seiner Fertigstellung vom Verein zur Errichtung einer Gemäldegalerie zu Düsseldorf angekauft. Heute befindet es sich mit der Inventarnummer M 4004 im Besitz der Sammlung des Museums Kunstpalasts.

## Rezeption, Ausstellungsgeschichte
Von Beginn an war das Gemälde, das wie viele andere seiner oft panoramahaften Italienbilder die Italiensehnsucht sowie das Repräsentationsbedürfnis zahlungskräftiger Kunstliebhaber des Fin de Siècle bediente und das durch die Darstellung einer Villa im Park das Wohnideal vieler Betrachter traf, ein großer Publikums- und Verkaufserfolg des „geschäftstüchtigen Künstlerunternehmers“ Oswald Achenbach. 1889 stellte Achenbach eine weitere Fassung des Gemäldes in den Maßen 120 × 150 cm her, die sich heute in einer Privatsammlung befindet, ferner 1892 eine Fassung für Fritz Andreae. Eine Kopie des Bildes schuf Eugen Grünert im Jahr 1889. Im Auftrag des Kölnischen Kunstvereins fertigte Carl Ernst Forberg 1894 eine Radierung im Format 47,4 × 56,7 cm.
In der Akademie der Künste zu Berlin wurde das Bild im Jahr 1886 präsentiert. Von 1888 bis 1901 stellten es der Kunstverein für die Rheinlande und Westfalen und die städtische Gemäldesammlung in der Kunsthalle Düsseldorf aus. 1948 kam es in das Museum Kunstpalast am Ehrenhof. 1979 wurde es als ein Hauptwerk der Düsseldorfer Malerschule zu einer Ausstellung auf der Mathildenhöhe in Darmstadt ausgeliehen. Weitere Stationen waren unter anderen das Künstlerhaus Wien (1984), Moskau und Leningrad (1986), Osaka (1989) sowie das Palais des Beaux-Arts de Bruxelles (2007).